# Berliet

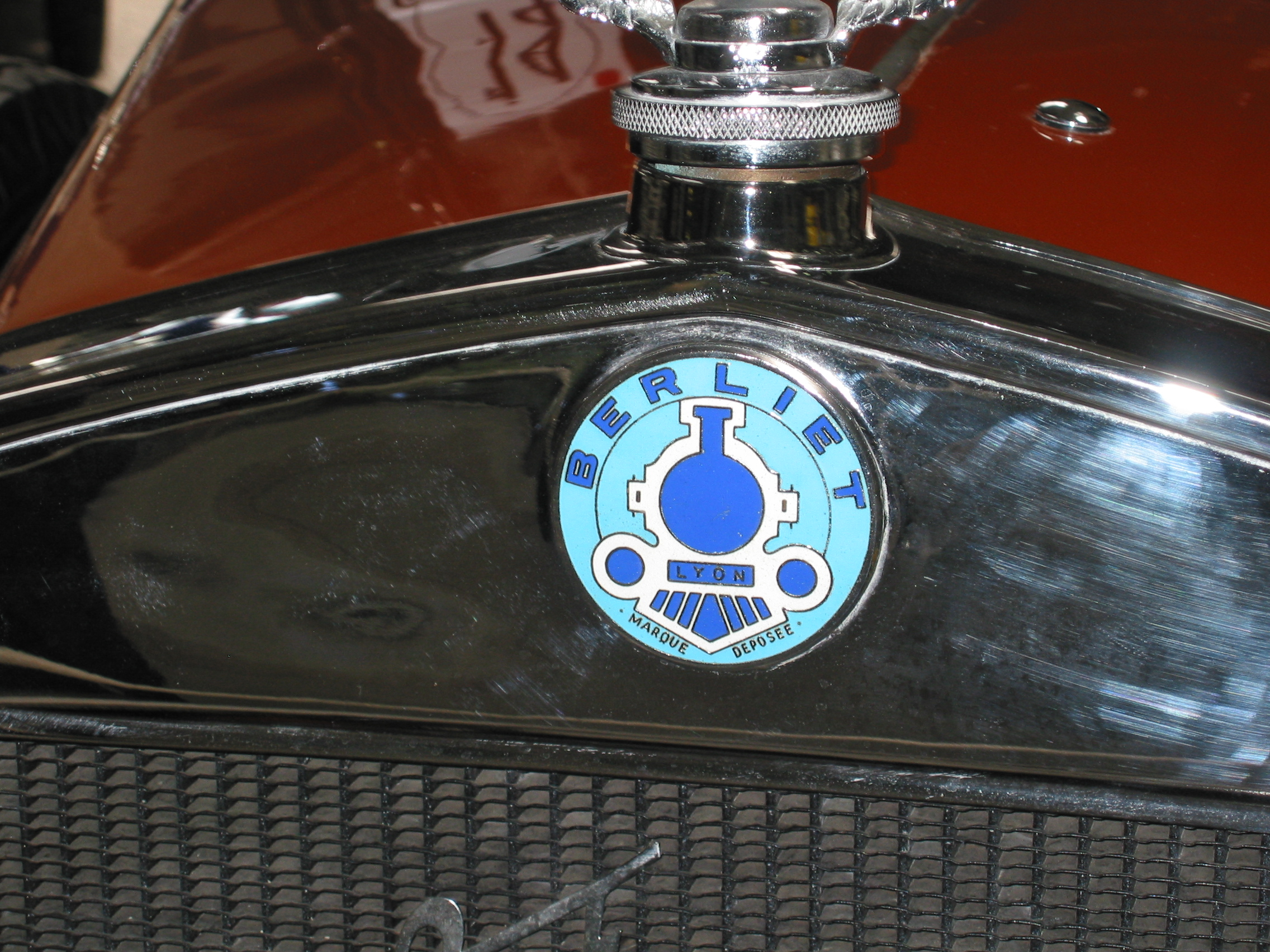
Primo logo della casa su un radiatore

La Berliet è stata una Casa francese fondata nel 1901 e assorbita da Renault V.I. nel 1978 e dedita sia alla produzione di autovetture, sia a quella di autocarri e mezzi commerciali in genere.

## Storia

Berliet 20HP Closed swing-seat tonneau 1903

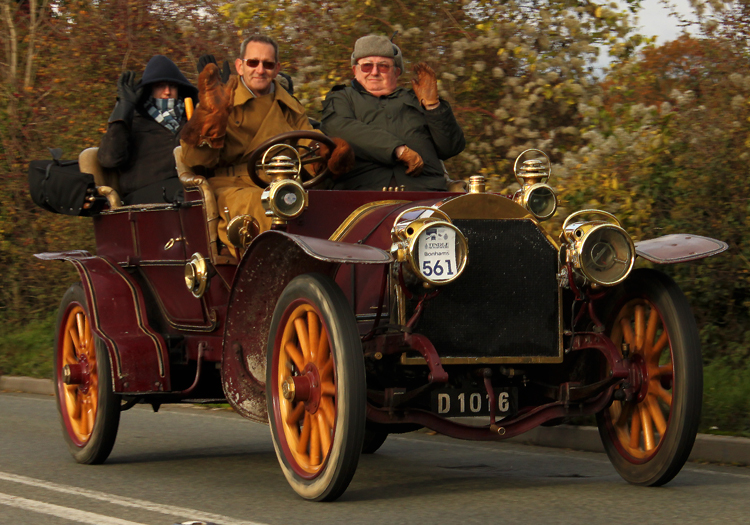
Berliet 40HP Tourer 1904

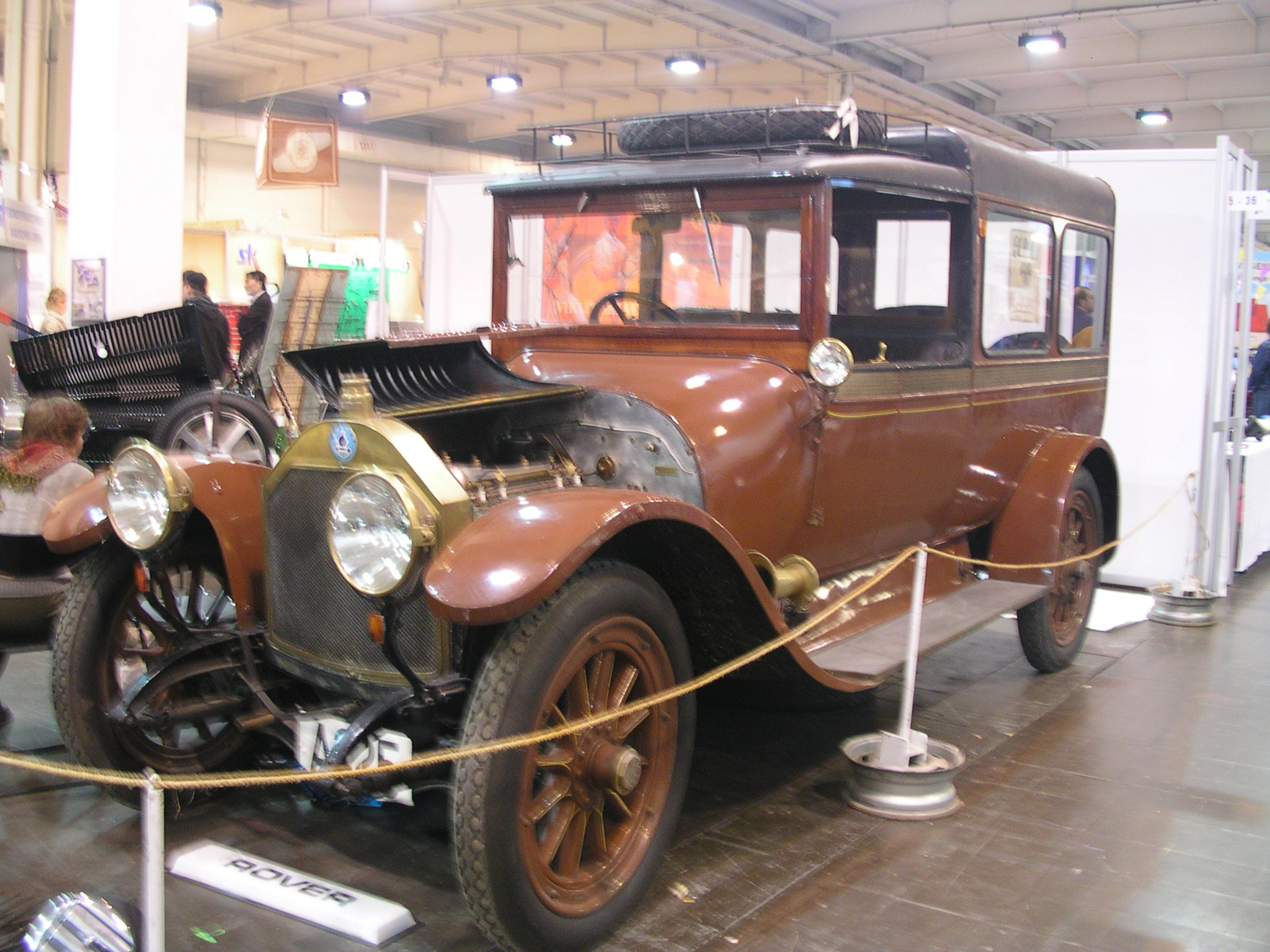
Una Berliet limousine del 1914

Oggi alquanto sconosciuta, ha però contribuito allo sviluppo motoristico ed economico francese, sia in campo automobilistico, sia soprattutto nel campo dei veicoli commerciali.

La storia della Berliet ebbe inizio nel 1895, quando il giovane Marius Berliet, dotato di un grande talento per la meccanica, realizzò la sua prima vettura, una piccola vis-a-vis.

Nel 1899, Marius Berliet acquistò un piccolo capannone di 90 m² a Lione per la costruzione delle sue vetture e già l'anno seguente ne affittò un altro, molto più grande, circa 450 m².

Nel 1901 fu commercializzata la seconda vettura, denominata 22 CV. Il successo commerciale di queste vetture non tardò ad arrivare, e costrinse Marius Berliet già nel 1902 a cercare uno stabilimento ancor più grande: lo trovò in quello già utilizzato dalla piccola azienda Audibert et Lavirotte, un capannone di 5000 m². Ma il successo delle vetture crebbe ancora, fino a raggiungere l'apice tra il 1905 ed il 1906. Nel frattempo furono lanciate altri quattro modelli, tra cui la 40 CV e la 60 CV.

Sempre nel 1905, la Berliet vendette alla Casa automobilistica statunitense ALCO (American Locomotive COrporation) i diritti per la produzione oltreoceano dei modelli 22, 40 e 60 CV.

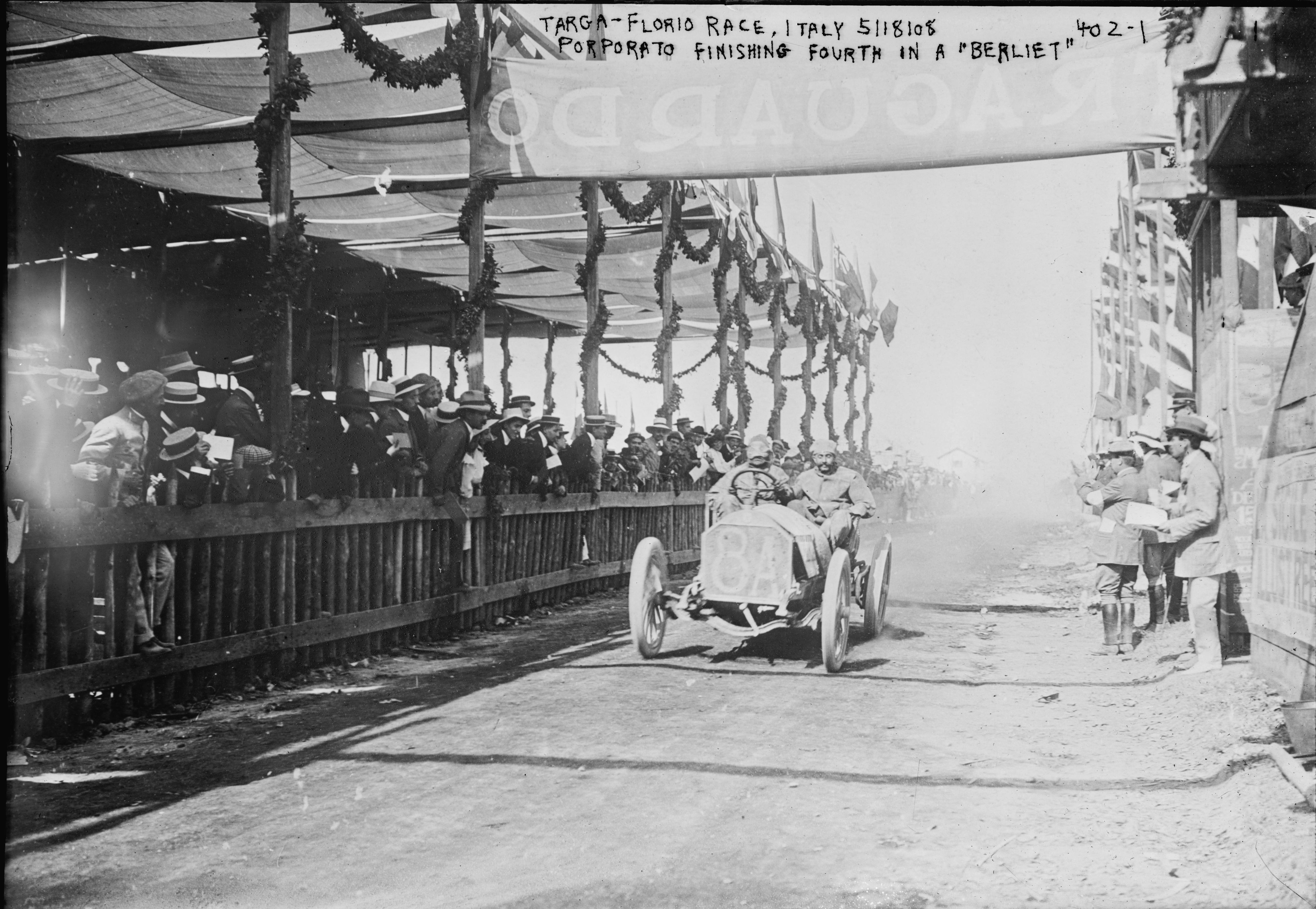
Una Berliet alla Targa Florio del 1908: finirà al quarto posto

Intanto intraprese anche la carriera sportiva: nel 1906, una Berliet si aggiudicò il secondo posto al Tourist Trophy, mentre nel 1912 una squadra di piloti tedeschi, al volante di alcune Berliet strettamente di serie vinse il rally di Monaco.

In quello stesso 1912, la grande fama che in breve tempo la Casa di Lione riuscì a conquistare si tradusse con il 50% della produzione esportata oltre confine, per i mercati esteri.

Ciò costrinse il patron Marius Berliet a trasferire nuovamente la sede degli stabilimenti, questa volta a Monplaisir, dove le vetture vennero prodotte in uno stabilimento da ben 48 000 m² di superficie.

Nel 1914, con lo scoppio della prima guerra mondiale, la produzione della Berliet si convertì a scopi militari: furono pertanto fabbricati autocarri militari, ma anche bombe da mortaio, sempre a grandi regimi. In questi anni cominciò anche la sua collaborazione con la Renault, il cui marchio fu utilizzato per la produzione di carri armati, assemblati però dalla Berliet.

Alla fine del conflitto, la Casa tornò alla produzione automobilistica e propose una gamma piuttosto diversificata, che andava dalla medio-piccola 7CV del 1924 alla lussuosa 22CV.

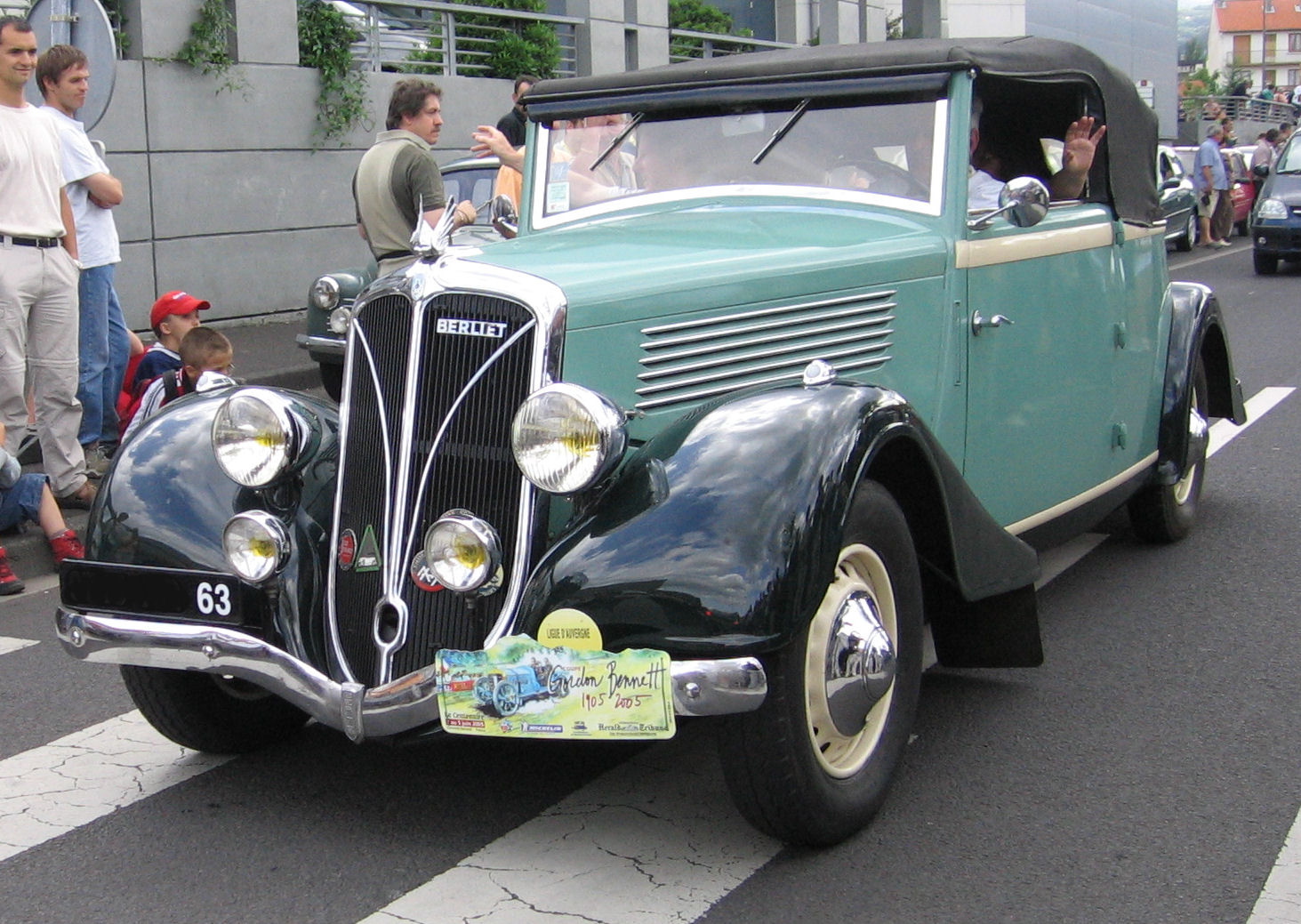
Una VIRP

Seguirono altri modelli con motore a 6 cilindri, ma a partire dal 1933, la produzione fu nuovamente limitata alle vetture con motore a 4 cilindri.

Rimase attiva anche la produzione di autocarri.

L'ultima autovettura Berliet fu lanciata nel 1938 e prese il nome di Dauphine (da non confondere con la Renault Dauphine lanciata quasi vent'anni dopo).

Lo scoppio della seconda guerra mondiale causò la definitiva interruzione della produzione automobilistica Berliet: il secondo dopoguerra vide la Casa francese cominciare a dedicarsi esclusivamente alla produzione di autobus, autocarri, autopompe e mezzi commerciali in genere.

Nel 1967 la Berliet fu rilevata dalla Michelin, che poco prima della Seconda guerra mondiale aveva già rilevato la Citroën.

Nel 1973, a causa anche del difficile momento di quest'ultima e di alcuni suoi progetti non andati a buon fine (si pensi alla Citroën SM), la Michelin decise di dedicarsi esclusivamente alla produzione di pneumatici e nel 1974 vendette quindi la Citroën alla Peugeot e la Berliet alla Renault, sotto la quale continuò a produrre autocarri e mezzi commerciali.

Nel 1978, però, la Renault assorbì lo stesso marchio Berliet, mutandone la ragione sociale in Renault Vehicules Industrielles. La produzione Berliet si limitò ad alcuni modelli, come il GLR, per breve tempo. Nel 1981 il marchio fu soppresso.

## Principali modelli di autovetture
- Vis-a-vis: fu la prima Berliet mai prodotta, anche se, al momento della produzione, la Berliet intesa come Casa automobilistica, non esisteva ancora: risalente al 1895, era una piccola vetturetta con carrozzeria aperta, mossa da un bicilindrico da 1.2 litri.
- 22CV: il secondo modello della Berliet era datato 1901 e montava già un 4 cilindri da 4.5 litri.
- Type C: prodotta nel 1910, era una elegante torpedo con motore a 4 cilindri da 2412 cm³ da 21 CV.
- Type A: era una vettura di fascia media dotata di un 4 cilindri da 1538 cm³. Fu prodotta nel 1911.
- Type AI9 e Type AI10: erano due modelli di lusso prodotti tra il 1910 ed il 1911 ed equipaggiati da un 4 cilindri da 4.5 litri.
- 60CV: era una limousine di gran lusso equipaggiata da un enorme 6 cilindri da ben 9495 cm³ di cilindrata in grado di erogare 84 CV a 1400 giri/min. I primi esemplari risalivano al 1905, ma le ultime evoluzioni erano del 1914.
- VB e VL: erano due modelli di fascia alta, entrambi equipaggiati da un motore a 4 cilindri da 3306 cm³ in grado di erogare 31 CV di potenza massima. Furono prodotti tra il 1920 ed il 1921 e non ottennero molto successo a causa di alcuni problemi di affidabilità meccanica.
- VIHF: prodotta tra il 1928 ed il 1929, la VIHF era una elegante berlina che montava un 4 cilindri da 1990 cm³, della potenza massima di 35 CV a 3000 giri/min.
- Sans-Secousses: era una grossa roadster utilizzata nel 1930 per una particolare e massacrante competizione che si svolgeva nel Sahara, alle spalle dell'Algeria.

La vettura terminò il percorso a 50 orari di media.
- Dauphine: l'ultima autovettura marchiata Berliet era una berlina di fascia alta che riprendeva su licenza la carrozzeria della Peugeot 402, ma con un frontale il cui stile riprendeva quello delle altre Berliet di quel periodo. Denominata ufficialmente VIRP 11, era equipaggiata da un 4 cilindri da 2 litri. Fu prodotta nel 1938. La seconda serie, denominata VIRP 2 e fu prodotta nel 1939.

## Principali modelli di autocarri

Un autocarro Berliet GLR del 1958

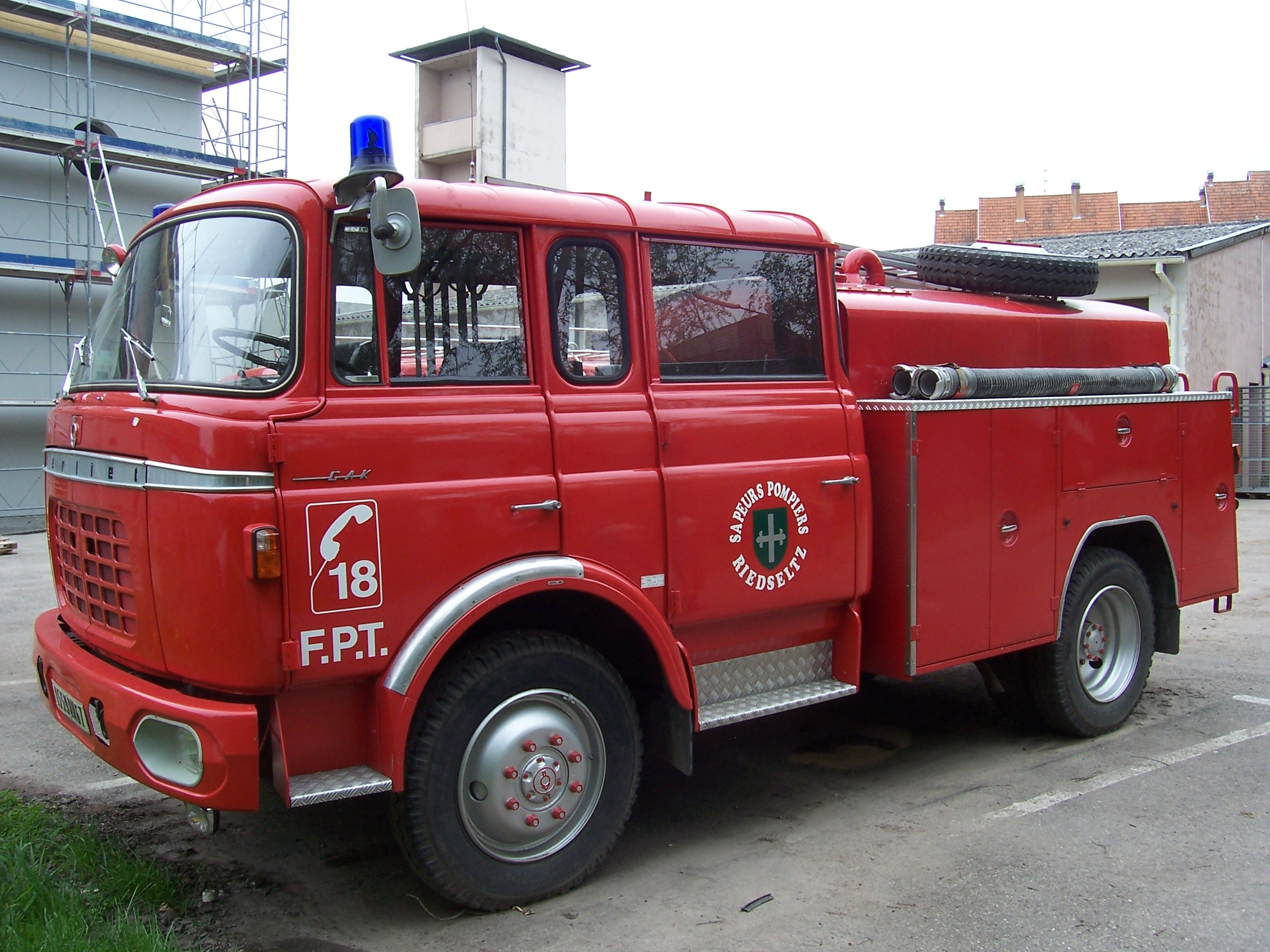
Un'autopompa Berliet GAK

- Type M: era un autocarro prodotto dal 1909 al 1913 e montava il 4 cilindri da 4.5 litri della 22CV. Poteva trasportare fino a 3500 kg di carico utile e viaggiare fino a 25 km/h di velocità massima.
- CBA: fu l'erede del Type M e montava un grosso 4 cilindri da 5.3 litri. Anch'esso poteva trasportare fino a 3500 kg. Fu prodotto fino al 1916.
- GLR: è stato considerato l'autocarro del secolo, per le sue enormi doti di affidabilità meccanica. Fu prodotto per ben 31 anni, dal 1950 al 1981. Poteva trasportare fino a 19 t di carico.
- GBC: era un grosso autocarro a tre assi, concepito per lavorare in zone desertiche e dotato quindi di trazione integrale 6x6. Il motore era un grosso 7.9 litri ricchissimo di coppia motrice e capace di erogare 125 CV. Fu prodotto dal 1956 al 1977.
- GBU: è stato utilizzato per quasi un quarto di secolo dall'esercito francese.
- T100: prodotto tra il 1957 ed il 1959, è stato uno dei più grandi camion mai prodotti al mondo. I soli 4 esemplari prodotti furono esclusivamente utilizzati nei pozzi petroliferi in mezzo al deserto. Montava un enorme motore da ben 600 CV ed era in grado di trasportare fino a 60 t di carico.
- Stradair: prodotto dal 1965 al 1970, fu il primo veicolo commerciale di concezione moderna. Stando alle specifiche del progetto iniziale, doveva essere prestante e robusto, ma anche assicurare un livello di comfort paragonabile a quello di una normale autovettura.